# 셜록 홈즈 (1984년 드라마)
《셜록 홈즈》(영어: Sherlock Holmes)는 영국 그라나다 TV가 제작한 텔레비전 드라마이다. 1984년부터 1994년까지 10년 동안 방영됐다. 원작자 아서 코난 도일은 셜록 홈즈 시리즈를 60편 썼는데 이중 42편이 드라마로 제작됐다. 주인공 셜록 홈즈는 배우 제레미 브렛이 맡았고, 셜록의 파트너 닥터 왓슨은 데이비드 버크가 맡았다가 에드워드 하드위크로 교체됐다.